# 中部臨空都市
中部臨空都市（ちゅうぶりんくうとし）とは、中部国際空港（セントレア）の空港島のうち東側地域（107ha）と、その対岸部（123ha）を合わせた230haほどの地域の名称のこと（住居表示は、空港島部分が愛知県常滑市セントレア3丁目、対岸部は同市りんくう町）。事業主体は愛知県企業庁。

## 空港対岸部
空港対岸部は一般的には「前島」（まえじま）もしくは「りんくう」と呼ばれ、国際空港隣接の産業・ビジネス・商業施設の誘致を計画している。
景気の低迷や空港需要の低下などもあり当初の計画通りには進まず、ほぼ空き地のままであった。下記にあるようにイオンモール常滑の進出発表（当初オープン予定2006年（平成18年））直後盛り上がるかに思えたが、景気の更なる悪化により延期となり先行きを危ぶむ声も多かった。しかし、その後、オープン期日が確定したあたりより風向きが変わったと言われており、以降出店・進出企業も徐々に増加傾向にある。

### 基本施設
- りんくう常滑駅 （名鉄空港線）
- りんくうIC・りんくう本線料金所 （知多横断道路・中部国際空港連絡道路、総称：セントレアライン）
- コストコ 中部空港倉庫店
- めんたいパークとこなめ
- ユニーオイル 常滑りんくうSS（ガソリンスタンド）[2]
- 人工海浜（常滑海岸・りんくうビーチ）
- 釣り護岸
- 海辺のプロムナード
- あいち臨空新エネルギー研究発電所
- J・HOTEL りんくう
- J・ANNEX
- アルモニーヴィラ オージャルダン（結婚式場）
- マンダリンポルト
- アリラガーデンリゾート
- マランブリーズヴィラ（カフェ）
- まるは食堂（和食）
- ファーレン名古屋中央（輸入自動車販売・整備）（2016年（平成28年）夏 開業予定[3]）
- NTPマリーナりんくう
- ユミコア日本触媒研究所

※ 以前は、「伊勢湾フェリー 常滑ターミナル」が存在したが2007年（平成19年）4月をもって廃止され、現在の「NTPマリーナりんくう」に転用された。

### 大型商業施設
りんくう常滑駅北側約16haの開発事業については、事業提案公募によりイオンが事業にあたることが決定していたが、2007年（平成19年）8月30日にその地位がイオンモールへと譲渡された。「イオンモール常滑」として2015年12月4日に開業した。

## 空港島

### 基本施設
- 中部国際空港
- 中部空港警察署
- 中部空港海上保安航空基地
- 高速船のりば - 三重県津市（津なぎさまち）
- セントレア水素ステーション
- セントレアホテル
- コンフォートホテル 中部国際空港
- 東横イン 中部国際空港本館
- プロロジスパーク セントレア
- 愛知県国際展示場